# OBK
OBK est un groupe espagnol de musique electro-pop originaire de Barcelone.

## Histoire du groupe
Fans du groupe Depeche Mode dans les années 1980, le duo OBK s'est inspiré de leur titre Oberkorn pour nommer leur groupe.

## Principaux membres du groupe
- Jordi Sánchez
- Miguel Arjona

## Discographie

### Compilations et remix
- 1998, Singles 91/98
- 2001, Extrapop
- 2004, Sonorama